# Ievguénia Kanàieva
Ievguénia Olegovna Kanàieva (en rus Евгения Олеговна Канаева) (2 d'abril de 1990, Omsk, Unió Soviètica) és una gimnasta rítmica russa, guanyadora de dues medalles olímpiques. És considerada com una de les millors gimnastes rítmiques de la història.

## Infantesa
Ievguénia Kanàieva va néixer el 2 d'abril de 1990 en la ciutat russa d'Omsk, Sibèria, la seva mare, Svetlana, també va ser una gimnasta rítmica. No obstant això, va ser la seva àvia, una gran aficionada a la gimnàstica rítmica i patinatge artístic, qui la va introduir en aquest món, a l'edat de 6 anys. Tot i la seva curta edat, Kanàieva ja havia mostrat un enorme potencial. A més de la seva passió per la gimnàstica rítmica, Eugènia era coneguda per la seva amabilitat i preocupació pels altres. L'anomenaven "la Mare Teresa».
Kanàieva va ser seleccionada per unir-se a un grup de joves gimnastes rítmiques d'Omsk a l'edat de 12 anys. La seva actuació va cridar la mirada d'Amina Zaripova, la persona a càrrec del programa de joventut. Amina la va convidar a entrenar en l'Escola de la Reserva Olímpica. En 2003 es va presentar com gimnasta rítmica júnior per participar en el Campionat Mundial de Clubs al Japó al costat d'Irina Tchachina i Alina Kabàieva, on va guanyar el títol júnior. En la mateixa època, va ser vista per l'entrenadora cap de l'equip nacional de Rússia, Irina Viner Aleksandrovna. Va Ser acceptada per a formar-se en 'Novogorsk', el centre de formació per als membres de l'equip nacional.

## L'ascens
Kanàieva en el camí per assolir un nivell superior no va estar exempta de dificultats a causa dels recursos rics de Rússia en els gimnastes rítmics. A causa de la competitivitat de Kabàieva, simplement no hi havia espai per Kanàieva. No obstant això, ella treballava de valent contínuament, i l'oportunitat va arribar el 2007.
L'estiu de 2007, l'equip de gimnastes rítmiques, que se suposava que es dirigia cap al campionat europeu a Bakú de l'Azerbaidjan eren Kabàieva, Sessina i Kapranova. No obstant això, a causa d'una lesió greu, Kabàieva va haver de retirar-se en la vigília del campionat. A la recerca d'un substitut, Viner va confiar en Kanàieva de l'equip de reserva per a fer un aparell, la cinta. Malgrat la poca antelació,la primera actuació de Kanàieva en l'escena internacional no va decebre als seus entrenadors i simpatitzants. Kanàieva va guanyar les medalles d'or en els aparells individuals i en la competició per equips. Pocs mesos després, va guanyar una altra medalla d'or en la competició per equips en el Campionat Mundial a Patras, Grècia.

## La temporada dels jocs olímpics
Amb l'oportunitat de participar en els Jocs Olímpics d'Estiu de 2008 realitzats a Pequín (República Popular de la Xina), el rendiment Kanàieva el 2008 va ser impressionant. Totes les seves actuacions van ser dissenyats amb alta dificultat.
Kanàieva va començar la seva temporada 2008 sota l'ombra de Sesina, Kapranova i la llavors campiona del món, Anna Bessonova. No obstant això, a mitjans de la primavera va ser capaç de superar tots els obstacles i guanyar tots els Concursos generals, els títols de la sèrie Grand Prix i la Copa del Món, així com el Campionat Nacional de Rússia. En el Campionat d'Europa a Torí, Itàlia, ja no era una substituta o una reserva de fa un any, es va establir com una gimnasta rítmica d'alt nivell de l'equip nacional rus. Derrotà Bessonova i Kapranova amb puntuacions elevades en totes les seves actuacions i es va posar per davant com a campiona d'Europa.
Kanàieva era el més jove entre tots els finalistes en la competició olímpica de Gimnàstica Rítmica. No obstant això, ella estava molt tranquil·la i va fer el menor nombre d'errors. En les seves paraules en els jocs olímpics van ser: "diferent de totes les altres competicions. Tu només t'has de concentrar en tu mateix, en l'aparell i la catifa. No s'ha de prestar atenció en una altra cosa. Em vaig convèncer que tot estaria bé, que no em preocupés. " Amb aquesta mentalitat, Kanàieva va guanyar el títol olímpic amb un resultat excel·lent 75,50, per davant del segon lloc Inna Zhukova de Belarús per un marge de 3,50 punts.
En el Campionat Europeu de 2008, a Torí va ser la millor gimnasta guanyant gairebé amb tots els punts complets en totes les categories, ocupant el primer lloc en cada esdeveniment.
En el Campionat del Món de 2009 a la Prefectura de Mie, Japó, va aconseguir 6 medalles d'or. És l'única dona en la història de la gimnàstica rítmica que ha aconseguit això.
En el Campionat Europeu de 2009 a Bakú (Azerbaidjan), va aconseguir cinc medalles d'or de 5 possibles. És una de les millors gimnastes de rítmica de la història. Kanàieva amida 1.68m i pesa 42 kg.
En els Jocs Olímpics d'Estiu de 2012 celebrats a Londres (Regne Unit) aconseguí revalidar l'or olímpic, esdevenint la primera gimnasta a aconseguir aquest fet.